# Qutub
Qutub, Qutb ou Kutub (em árabe: قطب) significa literalmente 'polo', 'eixo' ou 'pivô'. É um termo que tem sido utilizado tanto pela teologia islâmica exotérica como pelo Sufismo (a dimensão esotérica ou mística da tradição  islâmica); neste último caso, o Qutub representa o líder da hierarquia de santos de determinado período, o sábio mais profundo, o renovador da religião e mesmo um ser humano perfeito(al-insan al-Kamil). 
O Qutub é também o principal mestre espiritual de uma época. Assim, historicamente, o "polo" do Sufismo na primeira metade do século XX teria sido o cheique Ahmad al-Alawi, de Mostaganem, no Magrebe. No século XIX, o principal sábio do Islã foi o cheique Darqawi, de Fez, Marrocos. Mas o conceito pode ser estendido como analogia a outras religiões. Por exemplo, no Catolicismo, o "polo" da passagem dos séculos XIX para XX teria sido Santa Teresa de Lisieux. No século XX, é provável que o "qutub" católico tenha sido o Padre Pio. No século XIII, não há dúvida que o "qutub" foi São Francisco de Assis, também chamado de "o outro Cristo".
O Qutub é, assim, o líder espiritual que tem uma ligação direta com a Ordem Divina e que é responsável pela transmissão deste conhecimento transcendente aos homens. Em geral, sua função é exercida de maneira relativamente oculta, de modo que em sua própria época ele normalmente não é reconhecido como tal, mas somente em uma época posterior. 
Há apenas um Qutub por período ou época, e ele é um líder espiritual infalível e confiável que proclama a verdade metafísica e indica aos homens os caminhos da salvação.  Segundo o Instituto de Estudos Ismaelitas de Londres, "Na literatura mística, como nos escritos de (...) Ibn Arabi, o Qutub refere-se ao ser humano perfeito visto como o líder universal de todos os santos, cuja presença é considerada necessária para a própria existência do mundo. "
Crenças místicas ou esotéricas, tanto islâmicas como cristãs e judaicas,  referem que, na época conhecida como a dos "Últimos Dias" (a Kali Yuga dos hindus), que seria a nossa, o Qutub seria um sucessor do profeta Elias, que viria para renovar espiritualmente o mundo todo, e não apenas um setor da humanidade ou uma religião em particular."..